# Isotra
ISOTRA a.s. je česká rodinná společnost zabývající se vývojem a výrobou stínicí techniky. Firma byla založena Bohumírem Blachutem a Erichem Stavařem v roce 1992. V roce 2023 vyvážela své výrobky do 45 zemí celého světa a zaměstnávala více než 600 lidí. V roce 2021 překročily tržby společnosti jeden a čtvrt miliardy korun.

## Historie

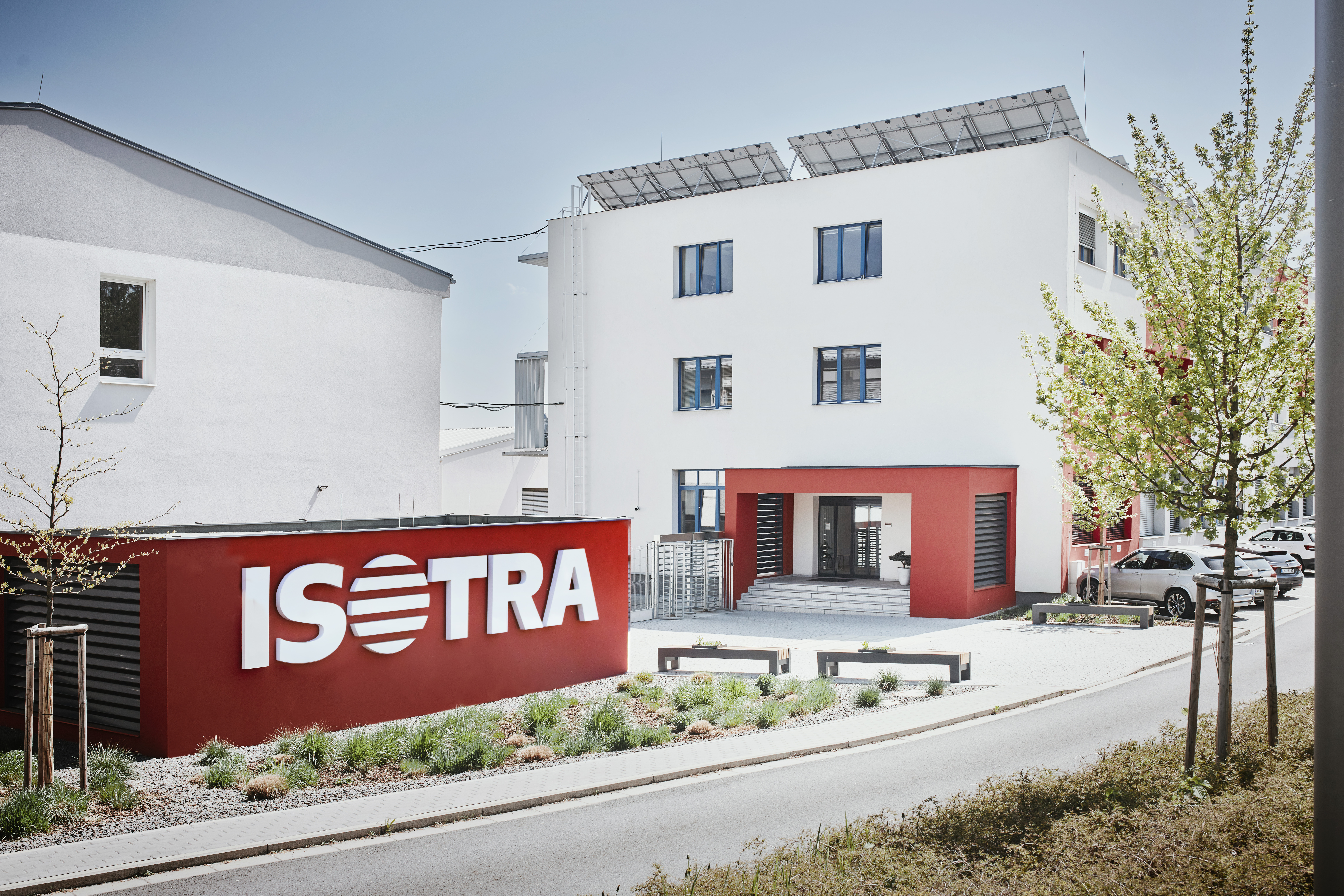
Sídlo společnosti ISOTRA a.s.

Firma byla založena v roce 1992, kdy švagři Erich Stavař a Bohumír Blachut začínali podnikat v rodné vsi Bolatice na Opavsku s prodejem těsnění do oken a jeho montáží. Odtud pochází i název společnosti – ISO od anglického slova isolation (izolace) a TRA od slova trade (obchod). Na montážích se majitelé setkávali s velkou poptávkou po žaluziích, a tak v roce 1993 přešli i na jejich prodej. V roce 1995 zahájili výrobu vlastních žaluzií, jejich komponentů a dále pak už docházelo k logickému rozšiřování výrobního portfolia o další produkty stínicí techniky.

## Vývoj
Společnost ISOTRA navrhuje design produktů, vyrábí k nim jednotlivé komponenty, testuje a certifikuje je jako nový výrobek, nastavuje technologické procesy, vyvíjí nové strojní zařízení a takto dodává komplexní technologické řešení. Výzkum, vývoj a technologické postupy v oblasti clon slunečního záření řadí společnost ISOTRA mezi své priority v dalším působení na trhu.

## Výroba
Společnost ISOTRA disponuje vývojovým pracovištěm, projekční kanceláří, technologií, nástrojárnou a práškovou lakovnou, lisovnou termoplastů, kovů a rozsáhlými výrobními provozy. Součástí sortimentu jsou produktové skupiny interiérových a exteriérových žaluzií, látkových rolet, plisse, japonských stěn, předokenních venkovních rolet, sítí proti hmyzu, markýz, screenových rolet, verand a bioklimatických pergol. Výroba komponentů, profilových tratí, střižných nástrojů a technologických celků pro výrobu žaluzií jsou také součástí výrobního programu podniku.

## Dceřiné společnosti
Byly založeny dceřiné společnosti v Německu a následně v Polsku. V roce 2019 byla založena ISOTRA Jalousien GmbH se sídlem v Deggendorfu. Pod názvem ISOTRA POLSKA Sp. z o.o. byla v roce 2021 založena pobočka s vlastní samostatnou výrobou venkovních žaluzií v polském městě Żory. Tyto kroky měly za cíl přizpůsobit nabídku výrobků společnosti ISOTRA typickým charakteristikám daných trhů a zákazníků.

## Ocenění
Za dlouhodobé působení na trhu získala společnost řadu ocenění. V roce 2023 získala certifikát „Ověřená firma v oboru stínicí techniky“, který vydává Svaz podnikatelů ve stínicí technice (SPST). Potřetí v řadě odborná porota Business Brand Council Česká republika ocenila značku ISOTRA cenou Czech Business Superbrands 2021. První místo firma získala ve třetím ročníku soutěže Top Exportér 2021. Společnost ISOTRA dosáhla i nejvyššího hodnocení AAA Platinum. Ocenění AAA je nezávislý rating firem s historií sahající až do roku 1908. Ocenění mohou získat pouze společnosti hospodařící se ziskem. V roce 2017 se společnost stala podnikatelem roku Moravskoslezského kraje. Získala také certifikát Top Rating 2023, které vydává doporučení, že obchodování s danou společností probíhá s minimální úrovní rizika pro dodavatele i zákazníky.

## Charitativní a sponzorská činnost
Firma se také zapojuje do charitativní a sponzorské činnosti. V minulých letech podpořila Nadační fond Kapka naděje a podílela se na nákupu nemocničních lůžek na dětské oddělení Slezské nemocnice. V rámci sponzorské činnosti ISOTRA podpořila formou exkluzivního partnerství fotbalový klub SFC Opava. Jedním z hlavních partnerů extraligového hokejového klubu Rytíři Kladno se firma stala ke konci roku 2019. V čele klubu je hokejová legenda Jaromír Jágr, se kterým ISOTRA navázala spolupráci i v rámci marketingových aktivit. Společnost je také partnerem BK Opava.